# Лепесівка
Лепесі́вка — село в Україні, у Ямпільській селищній громаді Шепетівського району Хмельницької області. Розташоване у долині річки Горинь, біля села також протікає річка Лепеха.

## Географія
У Лепесівці зафіксовано 84 урочища.

## Населення
Населення села за переписом 2001 року становило 848 осіб, в 2011 році — 770 осіб.

### Мова
Розподіл населення за рідною мовою за даними перепису 2001 року:
| Мова       | Кількість | Відсоток |
| ---------- | --------- | -------- |
| українська | 843       | 99.41%   |
| російська  | 5         | 0.59%    |
| Усього     | 848       | 100%     |

## Історія
Знайдено поселення датоване III ст. до н. е. (докладніше див. Лепесівка (пам'ятка археології)). В результаті пересування різних народів в Північному Причорномор'ї тут склалась Черняхівська культура, яка охопила територію від Дінця до Дунаю. Одна із відомих тут знахідок — ваза біконічна, на високому кільцевому піддоні, з бордюром з трикутників під широким плоским коміром — вінчиком. На ручки одягнуті керамічні кільця. Виготовлено вазу на гончарном крузі. Ваза покрита сірим лоском. Пролощеними лініями нанесено і орнамент на вінчик, який розпадається на 12 зон. Можливо, це зображення — записи древнього календаря. Ваза склеєна реставраторами із черепків, які були вмуровані в вогнище древнього святилища.
До 1921го село входило в Ямпільську волость Кременецького повіту Волинської губернії Російської імперії.
18 березня 1921 року, після підписання мирної угоди («Ризький мир») між РРФСР і УСРР, з одного боку, та Польщею — з другого, східна частина Ямпільської волості, включно з Лепесівкою, відійшла до Старокостянтинівського повіту УСРР.
До 1939 року — українсько-польський кордон. Тут проходила «лінія Сталіна».